# 柏市立旭小学校
柏市立旭小学校（かしわしりつあさひしょうがっこう）は、千葉県柏市旭町6丁目に所在する公立小学校。

## 概要
柏駅西口南西部に広がる住宅街に位置する小学校。1973年（昭和48年）に柏市立柏第一小学校の分校として設立された。
さらなる児童数の増加により、1981年（昭和56年）に柏市立旭東小学校を分離した。

## 沿革
旭小学校の歴史
- 1973年（昭和48年）
  - 4月1日 - 柏市立柏第一小学校の分離校として創立。開校時点の児童は812名、学級数19、教職員数32名。
  - 8月13日 - プール唆工。
  - 12月25日 - 体育館唆工。
- 1974年（昭和49年）1月25日 - 開校記念祝賀式挙行。
- 1977年（昭和52年）2月19日 - 新校舎（プレハブ教室解消）。
- 1978年（昭和53年）3月16日 - 校歌記念碑完成。
- 1980年（昭和55年）3月15日 - トーランス市ジョンアダムス小学校と姉妹校提携。
- 1981年（昭和56年）4月1日 - 旭東小学校開校により、本校の一部学区を分離。
- 1982年（昭和57年）10月31日 - 創立10周年記念式典挙行。
- 1984年（昭和59年）4月1日 - 特殊（言語）学級設置（指導室・検査室・プレイルーム）。
- 1988年（昭和63年）10月5日 - 中国承徳市実験小学校と友好校締結。
- 1992年（平成4年）10月7日 - 視聴覚室と図書室の改修工事完了。
- 1993年（平成5年）2月6日 - 創立20周年記念式典挙行。
- 1995年（平成7年）4月1日 - 特殊（言語）学級が通級指導教室になる。
- 1997年（平成9年）10月3日 - トーランス市長・使節団が来校。
- 1998年（平成10年）2月16日 - 給食室増改築工事竣工。
- 1999年（平成11年）10月31日 - コンピュータ室改修工事竣工し、インターネット接続。
- 2001年（平成13年）9月21日 - 校舎耐震補強工事完了。
- 2002年（平成14年）11月15日 - 創立30周年記念式典挙行。
- 2003年（平成15年）6月9日 - 世代間交流給食開始。
- 2006年（平成18年）9月1日 - 体育館耐震補強工事終了。
- 2012年（平成24年）
  - 9月1日 - 東校舎耐震補強工事・東トイレ改修工事終了。
  - 10月25日 - 創立40周年記念式典挙行し、「旭小40歳の誕生会」開催。
- 2013年（平成25年）4月1日 - 特別支援学級「なかよし」新設。
- 2014年（平成26年）2月10日 - 体育館トイレ改修工事終了。
- 2017年（平成29年）11月30日 - 普通教室等エアコン工事完了。
- 2018年（平成30年）4月1日 - 特別支援学級「すこやか」新設。同日、柏市算数科授業改善プロジェクト参加。
- 2022年（令和4年）11月4日 - 創立50周年記念式典挙行。

## 通学区域
出典
- 旭町6丁目（1番(6～7号)、2～5番）
- 旭町7丁目（全域）
- 旭町8丁目（全域）
- 豊四季（406番地、408番地、415～427番地、429番地、491～498番地）
- 豊平町（全域）
- 新富町1丁目（1～3番、7番）
- 新富町2丁目（全域）
- 豊上町（全域）
- 南柏1丁目（14～15番）
- 南柏2丁目（11～14番）

## 進学先中学校
出典
- 柏市立豊四季中学校

## 学校周辺
- 柏豊上郵便局
- 学校法人柏芳学園豊四季幼稚園 - 進学前幼稚園のひとつ
- 豊四季スイミング
- 柏市立豊上町第二公園

## アクセス
- 東武バス「柏06」で、「豊四季幼稚園前」バス停下車後、徒歩。
- JR東日本常磐線・東武鉄道野田線（東武アーバンパークライン）柏駅（西口）から、上述の東武バスで「豊四季幼稚園前」バス停まで5分。
- 流鉄流山線流山駅から、上述の東武バスで「豊四季幼稚園前」バス停まで15分。
- 首都圏新都市鉄道つくばエクスプレス線流山セントラルパーク駅から、「豊四季幼稚園前」バス停まで12分。
  - なお、流鉄流山駅・つくばエクスプレス流山セントラルパーク駅からのバスの本数は少ない。
  - また、東武鉄道野田線（東武アーバンパークライン）豊四季駅からは、乗り換えを要する。